# 에델바이스 해적단

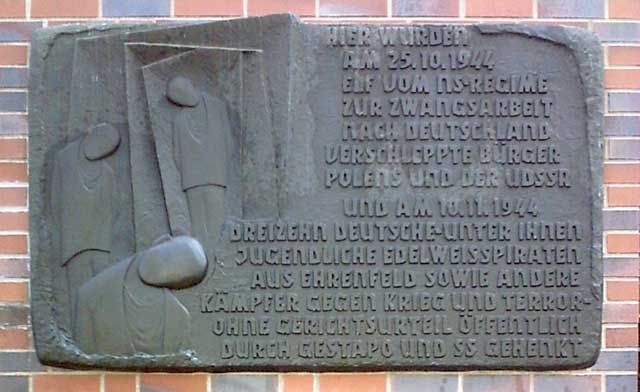
쾰른에 설치된 에델바이스 해적단 기념부조

에델바이스 해적단(독일어: Edelweißpiraten)은 나치 정권 하의 독일에 있던 젊은이 그룹이다. 히틀러 유겐트의 엄격한 통제 생활에 대항한 젊은이의 자연 발생적인 운동으로 독일 서부에서 1930년대 말에 발생했다. 그들은 주로 14세에서 18세의 젊은이로 구성되어 있었다. 당시의 독일 소년들은 학교를 졸업한 후 히틀러 유겐트에 입대, 17세에 독일 국가 노동 봉사단에 들어가 군 복무하게 되었다. 그러나 이 그룹의 젊은이들은 이를 피하려 했다.

## 같이 보기
- 백장미단